# Vidisha
Die etwa 160.000 Einwohner zählende Distrikthauptstadt Vidisha (Hindi विदिशा) im zentralindischen Bundesstaat Madhya Pradesh ist vor allem wegen ihrer langen Geschichte bedeutsam.

## Lage
Vidisha befindet sich in den nördlichen Ausläufern des Vindhyagebirges in einer Höhe von etwa 425 Metern ü. d. M. Die Stadt liegt knapp 60 km (Fahrtstrecke) nordöstlich von Bhopal inmitten einer fruchtbaren Hügellandschaft; die indische Hauptstadt Delhi ist ca. 750 km in nördlicher Richtung entfernt. Das Klima ist meist warm und trocken; Regen fällt nahezu ausschließlich in den sommerlichen Monsunmonaten Juni bis September.

## Bevölkerung
Offizielle Bevölkerungsstatistiken werden erst seit 1991 geführt und veröffentlicht.
| Jahr      | 1991   | 2001    | 2011    |
| Einwohner | 92.922 | 125.453 | 155.951 |

Die Hindi und Urdu sprechende Bevölkerung besteht zu etwa 88 % aus Hindus, zu 6,5 % aus Moslems und zu knapp 5 % aus Jains; zahlenmäßig kleine Minderheiten bilden Christen, Sikhs, Buddhisten und andere. Wie bei Volkszählungen im Norden Indiens üblich, liegt der männliche Bevölkerungsanteil etwa 10 % höher als der weibliche.

## Wirtschaft
Die Umgebung von Vidisha ist landwirtschaftlich geprägt. Die Stadt selbst ist ein wichtiger Verkehrsknotenpunkt für Bahn- und Busreisende; daneben ist der Ort als Handelsstadt von regionaler Bedeutung. Auch Handwerks- und Dienstleistungsunternehmen spielen eine wichtige Rolle.

## Geschichte
Ein Ort mit Namen Vidisha wird bereits im Ramayana-Epos erwähnt. Um 285 v. Chr. war der spätere Herrscher Ashoka hier im Auftrag seines Vaters Bindusara Gouverneur des Maurya-Reiches und heiratete eine Frau aus der Gegend; sein Sohn Mahinda, der die buddhistische Lehre in Sri Lanka verbreitete, wuchs in Vidisha auf. In der Zeit der Shunga-Dynastie (185–73 v. Chr.) waren Vidisha und Pataliputra Hauptstädte des Reiches. In 4./5. Jahrhundert n. Chr. spielte die Stadt unter dem Pali-Namen Besnagar eine bedeutende Rolle als Handelsstadt unter den Gupta-Königen; sie wird in dem berühmten indischen Gedicht ‚Der Wolkenbote‘ (Meghaduta) von Kalidasa erwähnt. Im 6. oder 7. Jahrhundert wurde Besnagar bei einer Überschwemmung des Flusses Betwa zerstört und unter dem Namen Bhelsa etwa 3 km weiter südlich neu errichtet. In der Zeit der islamischen Dominanz über Nordindien erfolgten erneute Zerstörungen – so unter Iltutmish, dem Sultan von Delhi, in den Jahren 1233/4. Später war die Stadt Bestandteil des Mogul- und des Marathen-Reiches sowie der in Gwalior residierenden Scindia-Dynastie. Im Jahr 1956 wurde Bhilsa, wie der Ort etwa 1300 Jahre lang hieß, in ‚Vidisha‘ umbenannt.

## Sehenswürdigkeiten
Die bereits im 19. Jahrhundert von Alexander Cunningham und anderen erkundeten Hauptattraktionen von historischem Interesse befinden sich allesamt in der näheren Umgebung der Stadt und können mit einem Taxi oder mit einem gemieteten Fahrrad erkundet werden:
- Über dem unvollendeten bzw. bereits vor seiner Vollendung zerstörten hinduistischen Bijamandal-Tempel aus dem 11./12. Jahrhundert wurde im 14. Jahrhundert eine Moschee errichtet. An einem seiner Pfeiler findet sich eine Inschrift des Regional-Herrschers Naravarman (um 1120/30).
- Der den Ort dominierende Fels (Lohangi-Pir) war Rückzugsort des bereits zu Lebzeiten verehrten und von vielen Rat und Hilfe suchenden Gläubigen aufgesuchten muslimischen Asketen Sheikh Jalal Chisti. Nach seinem Tode wurde er in einem kleinen Kuppelbau bestattet, wo er vom Volk weiterhin verehrt wurde. In dessen Nähe haben sich zwei persische Inschriften aus dem 15. und 16. Jahrhundert erhalten.

Umgebung
- Die berühmte Heliodoros-Säule ist ein Dankes- oder Erinnerungsmonument eines baktrischen Griechen aus der Zeit um 100 v. Chr.
- Mehrere buddhistische Stupas (Bhilsa-Topes), darunter die von Sanchi sowie die von Satdhara und Sonari zeugen von der einstigen Bedeutung des Buddhismus in der Region.
- Die hinduistischen Höhlentempel von Udayagiri und die Tempelruinen von Gyaraspur verdienen ebenfalls Beachtung.